# KCeasy
KCeasy — свободный файлообменный клиент для ОС Windows. По умолчанию поддерживает файлообмен и поиск в сетях Gnutella, Ares и OpenFT. Отдельно возможно загрузить плагин для поддержки сети FastTrack. Технически KCeasy представляет собой графическую надстройку для файлообменного демона giFT.
Выгодным отличием от других клиентов этих сетей является относительная самодостаточность клиента и простота установки (в сравнении с MLDonkey) при полном отсутствии adware и spyware.